# Shereefa Lloyd
Shereefa Lloyd (Clarendon, 2 september 1982) is een voormalige Jamaicaanse sprintster, die was gespecialiseerd in de 400 m.

## Loopbaan
Op de wereldkampioenschappen van 2007 in Osaka won Lloyd samen met haar teamgenotes Shericka Williams, Davita Prendergast en Novlene Williams een zilveren medaille op de 4 x 400 m estafette. Met een Jamaicaans record van 3.19,73 eindigde het viertal achter het estafetteteam van Amerika (goud; 3.18,55) en voor het estafetteteam uit Groot-Brittannië (brons; 3.20,04).
Op de individuele 400 m kwam Shereefa Lloyd, ondanks een persoonlijk record van 51,00, niet verder dan de voorrondes.
Op de Olympische Spelen van 2008 in Peking maakte Shereefa Lloyd eveneens deel uit van het Jamaicaanse estafetteteam dat uitkwam op de 4 x 400 m. Samen met Novlene en Shericka Williams en Rosemarie Whyte veroverde zij in 3.20,40 de bronzen medaille achter de estafetteteams van de Verenigde Staten (goud in 3.18,54) en Rusland (zilver in 3.18,82).
Nadat zij zich in 2014 had teruggetrokken uit de atletieksport, trad Lloyd in dienst van het leger.

## Titels
- NCAA-kampioene 400 m (regio midwest) - 2005

## Persoonlijke records
Outdoor
| Onderdeel | Prestatie | Datum         | Plaats   |
| --------- | --------- | ------------- | -------- |
| 100 m     | 11,50 s   | 17 april 2003 | Abilene  |
| 200 m     | 23,10 s   | 1 mei 2004    | Norman   |
| 400 m     | 50,62 s   | 29 juni 2008  | Kingston |

Indoor
| Onderdeel | Prestatie | Datum            | Plaats       |
| --------- | --------- | ---------------- | ------------ |
| 200 m     | 23,67 s   | 12 maart 2004    | Fayetteville |
| 400 m     | 52,55 s   | 11 februari 2007 | Karlsruhe    |

## Palmares

### 400 m
Kamp
- 2007: 4e Pan-Amerikaanse Spelen - 51,19 s

Diamond League-podiumplekken
- 2010:  Adidas Grand Prix – 51,64 s

### 4 x 400 m
- 2007:  WK - 3.19,73
- 2008:  OS - 3.20,40 (na DQ Rusland)
- 2009:  WK - 3.21,15
- 2012:  OS - 3.20,95[2]